# Innocenzo Chatrian
Innocenzo Chatrian (pron. fr. AFI: [ʃatʁijɑ̃]) (Torgnon, 21 marzo 1927 – Moena, 28 maggio 2019) è stato un fondista italiano.

## Biografia
Nato nel 1927 a Torgnon, in Valle d'Aosta, a 28 anni partecipò ai Giochi olimpici di Cortina d'Ampezzo 1956, chiudendo 25º con il tempo di 53'46" nella 15 km e 5º in 2h23'28" nella staffetta insieme a Ottavio Compagnoni, Federico De Florian e Pompeo Fattor.